# マック・ハンセン
マック・ハンセン（Mack Hansen、1998年3月27日 - ）は、ユナイテッド・ラグビー・チャンピオンシップコナートに所属するラグビーユニオン選手。マッケンジー・ハンセンと表記されることもある。

## プロフィール
- オーストラリア・キャンベラ出身[1]。
- ポジションはウィング(WTB)、フルバック(FB)。
- 身長 188cm、体重 89kg
- アイルランド代表キャップは1（2022年2月現在）。
- U20オーストラリア代表に選ばれたことがある[2]。

## 略歴
キャンベラ・ヴァイキングス、ブランビーズを経て、2021年、コナートに加入。 
2022年2月5日に行われたシックス・ネイションズ2022ウェールズ戦にて先発出場でアイルランド代表デビューして初キャップを獲得した。